# Henry Francis Lyte

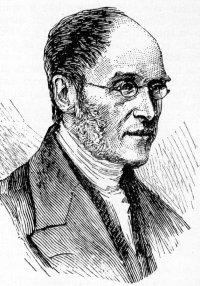
Henry Francis Lyte

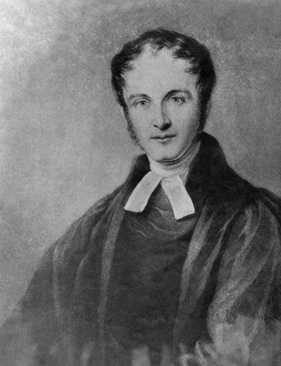
Henry Francis Lyte

Henry Francis Lyte född 1793, död 1847 var en brittisk präst som finns representerad i egenskap av psalmförfattare med en psalm i Den svenska psalmboken 1986 (nr 189) och två psalmer i Frälsningsarméns sångbok 1990 (FA nr 424 och 578).
I The Church Hymn book 1872 är han representerad med 17 psalmer (nr 72, 221, 257, 612, 648, 810, 867, 870, 895, 909, 976, 982, 991, 1042, 1207, 1241 och 1376).

## Psalmer
- Bliv kvar hos mig - se dagens slut är när (1986 nr 189) skriven 1847. Finns på Wikisource.
- Jesus, jag mitt kors har tagit (FA nr 424). Originalet Jesus, I My Cross Have Taken skrivet 1829. Finns på Wikisource.
- Min skatt är i himlen (FA nr 578) skriven 1833. Finns på Wikisource.
- Ljuva äro dina gårdar (SMF 1951 nr 438) diktad 1834. Finns på Wikisource.
- Upp, själ, och sjung (SMF 1951 nr 17) diktad 1834. Finns på Wikisource.

## Psalmerna iThe Church Hymn book 1872
- Abide with me (1847) nr 909 (Bliv kvar hos mig - se dagens slut är när)
- As pants the hart for cooling streams (1834) bearbetning av Nahum Tates text refererar till Ps. 42
- Far from my heavenly home (1834) nr 867  refererar till Ps. 150
- Gentley, gentley, lay the rod (1834) nr 976  refererar till Ps. 6
- God of mercy, God of grace (1834) nr 1207  refererar till Ps. 67
- Jesus, I my cross have taken (1829) nr 648 (Jesus, jag mitt kors har tagit alternativt Jesus, jag mitt kors vill bära.)
- My rest is in heaven, my rest is not here (1833) nr 991 (Min skatt är i himlen)
- My spirit on thy care (1834) nr 810 refererar till Ps. 31
- Oh, had I, my saviour, the wings of a dove (1834) nr 1376 refererar till Ps. 55
- Oh, that the Lord's salvation (1834) nr 1241 refererar till Ps. 31
- Pleasant are thy courts above (1834) nr 895 refererar till Ps. 84. (Ljuva äro dina gårdar, SMF 1951 nr 438.)
- Praise the Lord, his glories show (1834) nr 257 refererar till Ps. 150
- Sing to the Lord Our Might (1834) nr 72
- Take my soul, thy full salvation (1829) nr 982
- The mercies of my God and King (1834) nr 221 refererar till Ps. 89
- There is a safe and secret place (1834) nr 1042 refererar till Ps. 91
- When at thy footstool, Lord, I bend (1833) nr 612